# Bo Frank (jurist)
Bo Sigfrid Frank, född 27 september 1927 i Stockholm, död 17 september 2004, var en svensk jurist som var lagman i Gävle tingsrätt från 1981 till 1994.
Frank blev juris kandidat vid Stockholms högskola 1949 och genomförde tingstjänstgöring 1951-1953 innan han blev fiskal vid Göta hovrätt 1954. Han var revisionssekreterare 1965–1966. Frank blev rådman i Gävle tingsrätt 1970 och var lagman där 1981–1994.
Frank var son till köpman Sigfrid Frank och hans maka Inez, född Lutteman.